# Irina Egli
Irina Egli (n. 1972, București), este o scriitoare română din Diaspora. Din 1997 trăiește în Montréal, Canada.

## Date biografice
- În 1995 își termină studiile literare la Universitatea din București, secția română-franceză.
- Între 1992 și 1997 lucrează ca realizatoare, jurnalistă și scenaristă la Televiziunea Națională Română.
- În 1997 se stabilește la Montréal, Canada. În 1998 își începe studiile în cinema și televiziune la Institutul Național de Imagine și Sunet din Montréal, secția scenariști.
- Începând cu anul 1998 lucrează ca scenaristă și jurnalistă la Montréal.
- În 2005 Irina Egli obține masterul la universitatea McGill în creație literară.

### Activitatea literară
- Publică poezii, nuvele și articole de critică în reviste și ziare românești între 1988 și 1997.
- Editura Ex Ponto publică romanul său de debut, Sânge amestecat.
- Irina Egli traduce și publică în franceză, la editura Humanitas din Montréal, romanul Sang mêlé.
- În 2006 publică romanul "Terre Salée" la editura Boreal, roman care este tradus în românește la editura Humanitas, cu titlul "Pământ pustiu", în 2007.

## Scurtmetraje și documentarii
- 1998 – documentarul Je suis heureux, produs la l’INIS, Montréal
- 1999 – scurt-metrajul Sonia, produs la l’INIS, Montréal
- În proiect - lung metrajul Pur et simple
- După romanul Terre Salée există un proiect de film european, în engleză, drepturile fiind cumpărate de casa de producție germană Hermann Vaske's Emotional Network. Irina Egli este realizatoarea scenariului.

## Volume publicate
- Sânge amestecat - Ex Ponto, 2000
- Terre Salée - Boreal, 2006
- Pământ pustiu - Humanitas, 2007